# A szökés (2. évad)
A szökés második évada 22 epizódból áll és ott folytatódik, ahol az első befejeződött.
Nyolc órával a szökés után vagyunk. Több új szereplőt is megismerünk, köztük Alexander Mahone-t, az FBI különleges ügynökét, akinek az a feladata, hogy elkapja a szökött fegyenceket. A "Fox River-i Nyolcak" útjai különválnak, egyesek a legendás bankrabló, D.B. Cooper pénze után indulnak, néhányan a családjukkal próbálják felvenni a kapcsolatot, de van, akit a bosszú hajt. Mikor a két fivér megtudja, hogy van egy hangszalag, ami felmenthetné Lincolnt, megpróbálják megszerezni, ám ezt a kormány és az FBI emberei nehezítik. Az évad során sok ember meghal, van, akit felmentenek és vannak, akiknek útjai egy távoli ország, Panama vidékeire vezetnek.

## Szereplők
- Dominic Purcell – Lincoln Burrows
- Wentworth Miller – Michael Scofield
- Amaury Nolasco – Fernando Sucre
- Marshall Allman – L. J. Burrows
- Wade Williams  – Brad Bellick
- Paul Adelstein  – Paul Kellerman ügynök
- Robert Knepper – Theodore "T-Bag" Bagwell
- Rockmond Dunbar – Benjamin Miles "C-Note" Franklin
- Sarah Wayne Callies – Dr. Sara Tancredi
- William Fichtner  –  Alexander Mahone FBI-ügynök

## 2. évad
A második évad szorosan követi az első évad cselekvéseit. 2007. augusztus 29-én kezdték el vetíteni Magyarországon.
| #  | Magyar cím | Eredeti cím       | Író                          | Rendező          | Eredeti premier      | Magyarországi premier | Prod. # |
| -- | --- | ----------------- | ---------------------------- | ---------------- | -------------------- | --------------------- | ------- |
|    | |                   |                              |                  |                      |                       |         |
| 1  | "Embervadászat" | „Manhunt”         | Paul Scheuring               | Kevin Hooks      | 2006. augusztus 21.  | 2007. augusztus 29.   | 2AKJ01  |
| 1  | Nyolc órával a szökés után Michael, Lincoln, Sucre, C-Note és Abruzzi Oswego felé tartanak, míg Alexander Mahone különleges FBI-ügynököt állítják a szökött fegyencek üldözésének élére. Zsebes egy állatorvossal varratja vissza levágott kezét, majd végez a férfival. Veronicára rátalálnak Steadman házában, és végeznek vele az ügynökök.                                                                                |                   |                              |                  |                      |                       |         |
|    | |                   |                              |                  |                      |                       |         |
| 2  | "Szabadítók" | „Otis”            | Matt Olmstead                | Bobby Roth       | 2006. augusztus 28.  | 2007. szeptember 5.   | 2AKJ02  |
| 2  | Mahone ügynök megzsarolja a börtönbe került LJ-t, miközben Michael és Lincoln a szöktetését tervezik. Abruzzi, C-Note, és Sucre saját útra kelnek, mialatt Tweener megoldja utazási gondját. Bellick és Pope vizsgálóbizottság előtt felel a szökésben játszott szerepükért. |                   |                              |                  |                      |                       |         |
|    | |                   |                              |                  |                      |                       |         |
| 3  | "A vezércsel" | „Scan”            | Zack Estrin                  | Bryan Spicer     | 2006. szeptember 4.  | 2007. szeptember 12.  | 2AKJ03  |
| 3  | Michael és Lincoln Nikától kérnek segítséget. Amíg Sucre Maricruzt keresi, C-Note kapcsolatba lép a családjával, bár ők a hatóság megfigyelése alatt állnak. Sarát őrizetbe veszik a szökés elősegítése miatt. Bellick és Geary vadászatra indulnak a nyomravezetői díjért. |                   |                              |                  |                      |                       |         |
|    | |                   |                              |                  |                      |                       |         |
| 4  | "Nyolcból egy" | „First Down”      | Nick Santora                 | Bobby Roth       | 2006. szeptember 11. | 2007. szeptember 19.  | 2AKJ04  |
| 4  | Bellick és Geary elkapják Michaelt, Lincolnt és Nikát. Abruzzi elhatározza, hogy bosszút áll Fibonaccin, ám Mahone tőrbe csalja és mivel nem adja meg magát, a kommandósok végeznek vele. Kellerman Sara környezetébe férkőzik. Debra rájön, ki is valójában Tweener. |                   |                              |                  |                      |                       |         |
|    | |                   |                              |                  |                      |                       |         |
| 5  | "A kincses térkép" | „Map 1213”        | Karyn Usher                  | Peter O'Fallon   | 2006. szeptember 18. | 2007. szeptember 26.  | 2AKJ05  |
| 5  | Míg Mahone-t egyre inkább a Westmoreland által elrejtett milliók foglalkoztatják, Michael és Lincoln Utah felé veszik az irányt, hogy megszerezzék a pénzt. Sucre Las Vegasba tart, hogy megakadályozza Maricruz esküvőjét. |                   |                              |                  |                      |                       |         |
|    | |                   |                              |                  |                      |                       |         |
| 6  | "Pénzváros" | „Subdivision”     | Monica Macer                 | Eric Laneuville  | 2006. szeptember 25. | 2007. október 3.      | 2AKJ06  |
| 6  | Michael, Lincoln, T-Bag és Tweener együtt keresik Westmoreland pénzét. Zakkant Wisconsinban bukkan fel. Tancredi kormányzó meglátja Kellermant a Fehér Házban, és gyanakodni kezd. |                   |                              |                  |                      |                       |         |
|    | |                   |                              |                  |                      |                       |         |
| 7  | "Eltemetve" | „Buried”          | Monica Macer                 | Eric Laneuville  | 2006. október 2.     | 2007. október 10.     | 2AKJ07  |
| 7  | Míg Michaelék elkezdik kiásni a pénzt, C-Note és Sucre jelenik meg, akik szintén a milliókért jöttek. Lincoln otthagyja Zsebeséket és elindul, hogy felvegye az újonnan szabadult LJ-t. Mahone elfogja, majd lelövi Tweenert. Sara apját is megölik. |                   |                              |                  |                      |                       |         |
|    | |                   |                              |                  |                      |                       |         |
| 8  | "A nagy csel" | „Dead Fall”       | Zack Estrin                  | Vincent Misiano  | 2006. október 23.    | 2007. október 17.     | 2AKJ08  |
| 8  | A szökevények útjai ismét szétválnak, a pénz Zsebeshez kerül. Mahone ellen vizsgálatokat indítanak a Belső Ügyosztálytól Tweener és Abruzzi halála miatt. Lincoln elmegy Arizonába és megtalálja LJ-t. Sarával is végezni akar az a bizonyos Cég. Bellick és Geary visszatér az embervadászathoz. |                   |                              |                  |                      |                       |         |
|    | |                   |                              |                  |                      |                       |         |
| 9  | "Temetetlen múlt" | „Unearthed”       | Nick Santora                 | Kevin Hooks      | 2006. október 30.    | 2007. október 24.     | 2AKJ09  |
| 9  | A szökevények megpróbálják felvenni a kapcsolatot szeretteikkel, mialatt a testvérek a találkájuk felé tartanak. Michael meglepő dolgot fedez fel Mahone-ról. Sara megfejti Michael kódolt üzenetét, ahogy Kellerman és Mahone is. Lincolnt és LJ-t elfogják a rendőrök. |                   |                              |                  |                      |                       |         |
|    | |                   |                              |                  |                      |                       |         |
| 10 | "A találka" | „Rendezvous”      | Karyn Usher                  | Dwight Little    | 2006. november 6.    | 2007. október 31.     | 2AKJ10  |
| 10 | Michael és Sara találkoznak Új-Mexikóban, ám Mahone rájuk talál. Lincolnt és LJ-t Aldo menti meg a rendőrségtől, majd elmondja: van egy hangszalag, ami felmentheti Lincolnt. Sucre megpróbálja telefonon elérni Maricruzt Nebraskában. Bellick és Geary elfogják, majd megkínozzák Zsebest. |                   |                              |                  |                      |                       |         |
|    | |                   |                              |                  |                      |                       |         |
| 11 | "Döntő bizonyíték" | „Bolshoi Booze”   | Moncia Macer, Seth Hoffman   | Greg Yaitanes    | 2006. november 13.   | 2007. november 7.     | 2AKJ11  |
| 11 | Michael elintézi a repülőt, amivel később majd kiszöknek az országból. Aldo két emberét a Cég egy beépített embere megöli. Kellerman megkínozza Sarát, Mahone pedig rájön, hol található a Bolshoi Booze nevű hely. Lincoln ismét magára hagyja fiát, míg Zsebes rátalál Geary-re. |                   |                              |                  |                      |                       |         |
|    | |                   |                              |                  |                      |                       |         |
| 12 | "Válaszút" | „Disconnect”      | Nick Santora, Karyn Usher    | Karen Gaviola    | 2006. november 20.   | 2007. november 14.    | 2AKJ12  |
| 12 | Mahone rátalál a régi emlékeket felelevenítő Michaelékre, és lelövi Aldót. A férfi meghal, egy folyóparton temeti el két fia. Sara elmenekül Kellerman elől, akinek emiatt szembe kell néznie Kim ügynök haragjával. Michael és Lincoln Sara után indul, így csak Sucre ül fel a repülőre. C-Note megpróbálja felvenni a kapcsolatot családjával. Bellicket megvádolják Roy Geary megölésével. Mahone elfogja a két testvért. |                   |                              |                  |                      |                       |         |
|    | |                   |                              |                  |                      |                       |         |
| 13 | "A csapda" | „The Killing Box” | Zack Estrin                  | Bobby Roth       | 2006. november 27.   | 2007. november 21.    | 2AKJ13  |
| 13 | Zsebes tovább folytatja Susan Hollander keresését. Bellick rabként tér vissza a Fox Riverbe. Sucre kiugrik a repülőgépből, amelyikkel elmenekült volna az országból. C-Note együtt menekül családjával. Michael és Lincoln kiszökik az őket szállító autóból, majd mikor Mahone ismét elfogja őket, az elnök bizalmát vesztő Kellerman jelenik meg és lelövi az FBI-ügynököt.                                                 |                   |                              |                  |                      |                       |         |
|    | |                   |                              |                  |                      |                       |         |
| 14 | "Név nélkül" | „John Doe”        | Matt Olmstead, Nick Santora  | Kevin Hooks      | 2007. január 22.     | 2007. november 28.    | 2AKJ14  |
| 14 | Michael, Lincoln és Kellerman Montanába indul Terrence Steadmanért. Bellick összerúgja a port a foglyokkal a börtönben. C-Note egyedül folytatja útját a lányával, Zsebes pedig foglyul ejti a Hollander családot. Michael-ék elrabolják Steadmant, ám mikor a sajtó kiér, a férfi öngyilkos lesz. |                   |                              |                  |                      |                       |         |
|    | |                   |                              |                  |                      |                       |         |
| 15 | "Az üzenet" | „The Message”     | Zack Estrin, Karyn Usher     | Bobby Roth       | 2007. január 29.     | 2007. december 5.     | 2AKJ15  |
| 15 | Michael, Lincoln és Kellerman elrabolnak egy operatőrt, hogy kódolt üzenetet sugározhassanak Sarának. Bellicket a betegszobába küldik. Zakkant két tizenévesnek vesz sört, majd gyilkosságot követ el. Sucre ellop egy autót Mexikóban, hogy Maricruzzal találkozzon. |                   |                              |                  |                      |                       |         |
|    | |                   |                              |                  |                      |                       |         |
| 16 | "Chicago" | „Chicago”         | Nick Santora, Matt Olmstead  | Jesse Bochco     | 2007. február 5.     | 2007. december 12.    | 2AKJ16  |
| 16 | Michael és Sara meghitt pillanatba kerülnek, Chicago felé menet Lincoln és Kellerman társaságában. Mahone maga mellé állítja Bellicket, hogy sarokba szorítsák Zakkantat. C-Note bajba keveredik egy étteremben. Zsebes fogva tartja a Hollander családot. Mahone tanácsára Zakkant öngyilkos lesz. |                   |                              |                  |                      |                       |         |
|    | |                   |                              |                  |                      |                       |         |
| 17 | "Rossz vér" | „Bad Blood”       | Paul Scheuring, Karyn Usher  | Nelson McCormick | 2007. február 19.    | 2007. december 19.    | 2AKJ17  |
| 17 | Michael és Sara felkeresi Henry Pope-ot, hogy segítsen megszerezni a szalagot, amiről Aldo beszélt. Mivel lánya betegsége rosszabbodik, ezért C-Note úgy dönt, hogy feladja magát. Sucre és Maricruz újra összejönnek. Zsebes meglátogatja gyerekkori otthonát. Mikor Michaelék megszerzik a szalagot, Bill Kim jelenik meg a helyszínen.                                                                                     |                   |                              |                  |                      |                       |         |
|    | |                   |                              |                  |                      |                       |         |
| 18 | "Amnesztia" | „Wash”            | Nick Santora                 | Bobby Roth       | 2007. február 26.    | 2008. január 2.       | 2AKJ18  |
| 18 | Kellermant hátrahagyva, Lincoln, Michael és Sara meghallgatja a bizonyítékot, ami leleplezné az összeesküvést. Mahone Zsebest használja fel arra, hogy rátaláljon Michaelre. Bellick Mexikóba indul, hogy megkeresse Sucrét. Zsebes ellopja egy pszichiáter személyazonosságát. Kellerman merényletet tervez az elnök ellen. C-Note meglepő lépésre szánja el magát, családja érdekében.                                      |                   |                              |                  |                      |                       |         |
|    | |                   |                              |                  |                      |                       |         |
| 19 | "Édes Caroline" | „Sweet Caroline”  | Karyn Usher                  | Dwight Little    | 2007. március 5.     | 2008. január 9.       | 2AKJ19  |
| 19 | Michael megzsarolja az elnököt a szalaggal, míg Lincoln segítséget kap egy régi barátjától. Mahone Sara nyomára akad. Mexikóban Zsebes elveszti Westmoreland pénzét. Bellick rátalál Sucréra. C-Note kap egy ajánlatot az FBI-tól. |                   |                              |                  |                      |                       |         |
|    | |                   |                              |                  |                      |                       |         |
| 20 | "Üzenet Panamából" | „Panama”          | Zack Estrin                  | Vincent Misiano  | 2007. március 19.    | 2008. január 16.      | 2AKJ20  |
| 20 | Sara feladja magát a FBI-nak, lehetőséget adva Michaelnek és Lincolnnak arra, hogy elszökjenek Panamába. Bellick kényszeríti Sucrét, hogy segítsen megtalálni Westmoreland pénzét, cserébe Maricruzért. C-Note beleegyezik, hogy tanúskodik Mahone ellen, az ő és családja szabadságáért cserébe. |                   |                              |                  |                      |                       |         |
|    | |                   |                              |                  |                      |                       |         |
| 21 | "Kutyaszorítóban" | „Fin Del Camino”  | Matt Olmstead, Seth Hoffmann | Bobby Roth       | 2007. március 26.    | 2008. január 23.      | 2AKJ21  |
| 21 | Michael, Sucre és Bellick más-más okból összefog, hogy elkapják Zsebest. Lincoln megpróbálja keresztezni Mahone tervét, ám csapdába kerül. Zsebes leszúrja Sucrét. Bill Kim és emberei tűzpárbajba kerülnek Mahone-nal, mialatt Lincoln és Michael elfut. Chicagóban elkezdődik Sara pere. Kellerman az öngyilkosságot fontolgatja. Bellicket, és Zsebest a panamai hatóságok elfogják.                                       |                   |                              |                  |                      |                       |         |
|    | |                   |                              |                  |                      |                       |         |
| 22 | "Önvédelem" | „Sona”            | Paul Scheuring               | Kevin Hooks      | 2007. április 2.     | 2008. január 30.      | 2AKJ22  |
| 22 | Kellerman vallomása után ejtik a Sara és Lincoln ellen felhozott vádakat. Michael kimenti bátyját Mahone-tól, akit később letartóztatnak. Sucre megpróbálja megkeresni Bellicket, aki eközben Zsebessel együtt egy börtönben van. Kellermant feltehetőleg megöli a Cég, Sara pedig Panamába jön, ahol meglepetésszerűen lelövi a testvérekre támadó Kimet. A hatóságok jelennek meg és elfogják Michaelt.                     |                   |                              |                  |                      |                       |         |